# Angel of Mine
Angel of Mine är den tredje singeln från den amerikanska R&B-sångerskan Monicas andra studioalbum, The Boy Is Mine (1998). Den är en cover på Eternals låt från 1997. Sången hade, liksom sin föregångare "The First Night", stor framgång på världens musiklistor med en första plats på bland annat USA:s singellista Billboard Hot 100.

## Musikvideo
Musikvideon regisserades av Diane Martel, känd för sitt arbete åt Mariah Carey, Alicia Keys, Ciara, Christina Aguilera med flera. Tyrese medverkar även i den som Monicas kärleksintresse. Videon inkluderades på Channel Maxs lista Top 100 Sexy Women.

## Listpresterande
"Angel of Mine" blev en av Monicas största globala listframgångar som klättrade till en första plats på singellistan Billboard Hot 100 och en 2:a plats på förgreningslistan Hot R&B/Hip-Hop Singles & Tracks. Den blev också Monicas femte topp tio-hit dittills, samt hennes tredje listetta på Hot 100-listan. Sången rankades också som trea vid Hot 100 1999 year-end chart och klättrade till en topp tio-placering i Kanada, topp-20 i Australien, topp-30 i Tyskland och topp-40 i Nya Zeeland.

## Format och innehållsförteckning
1. "Angel of Mine" (album version)
2. "The First Night" (So So Def remix)

## Listor
| Lista (1999)                                    | Topp-position |
| ----------------------------------------------- | ------------- |
| Australian ARIA Singles Chart                   | 12            |
| Canadian Singles Chart                          | 10            |
| New Zealand RIANZ Singles Chart                 | 36            |
| UK Singles Chart                                | 55            |
| U.S. Billboard Hot 100                          | 1             |
| U.S. Billboard Hot R&B/Hip-Hop Singles & Tracks | 2             |
| U.S. Billboard Hot Adult Contemporary Tracks    | 6             |